# Orthoderella ornata
Orthoderella ornata es una especie de mantis de la familia Mantidae.

## Distribución geográfica
Se encuentra en Argentina, Bolivia, Brasil y Paraguay.